# József Pécsi-Prichystal
József Pécsi-Prichystal (ook: Josef Prichystal, Joseph Pécsi of Josef Pecsi) (Biskupice (okres Prostějov), 3 maart 1874 – Boedapest, 27 november 1958) was een Hongaars componist, dirigent, organist, trombonist en contrabassist van Moravische afkomst. 

## Levensloop
Pécsi-Prichystal had al vroeg groot talent en hij studeerde compositie bij de toen al bekende Leoš Janáček in Brno. Verder studeerde hij orgel, trombone en contrabas. Na het studium vertrok hij naar Wenen, waar hij lid van het Johann Strauss jr. orkest werd, dat toen onder leiding stond van Eduard Strauss. In 1892 werd hij lid van de Militaire kapel van het 2e Infanterie-Regiment te Wenen. In 1895 wisselde hij naar de Militaire kapel van het Hongaarse 61e Infanterie-Regiment. In 1901 wisselt hij naar de Militaire kapel van het Infanterieregiment Carol I Koning van Roemenië. In 1905 werd hij tweede dirigent en in 1907 kapelmeester. In 1906 werd hij met Franz Lehár bekend en zij werden bevriend. Ook met de militaire kapelmeester Julius Fučík was hij bevriend. 
Bij de uitbraak van de Eerste Wereldoorlog werd hij in Hongarije genaturaliseerd en veranderd zijn naam van daar af in Joseph Pécsi of József Pécsi-Prichystal. Na de ondergang van de Oostenrijkse monarchie werd hij militair kapelmeester in het Hongaarse Nationale leger en dirigeert tot 1926 de Militärkapelle des Königlich Ungarischen Honvéd-Infanterieregiments "König Mathias" Nr. 5 in Sopron. In 1926 is hij met pensioen gegaan. Vervolgens was hij tot 1954 leider van de muziekafdeling van de Hongaarse Statelijke Spoorwegen. 
Als componist achterliet Prichystal talrijke werken voor harmonieorkest. 
Zijn zoon Istvan Pécsi (1916-1984) was eveneens Hongaars militaire kapelmeester.

## Composities

### Werken voor harmonieorkest
- 1909 Für Ruhm und Ehre, mars
- 1916 Oberst Tomic-Marsch
- 1916 Regiments-Ruf von 1916
- 1934 Marcha de los Picadores, Spaanse concertmars
- 1939 Ohne Sorgen jeder Morgen, ouverture
- 1951 Fidelitas, ouverture
- 1954 Petőfi, Hongaarse ouverture
- 6er Defiliermarsch Regimentsmars van het Infanterieregiment Carl I. König von Rumänien (ook bekend als: Oberst Wellenreiter-Marsch)
- Aus dem Kinderreich, suite
- Centenarium, mars
- Die Donaulegende, symfonisch gedicht
- Die Kadetten von Mährisch-Weißkirchen, mars
- Die Musik kommt
- Gámán-Marsch
- Goldenes Wien
- Grüße aus Ungarn, wals
- Immer vorwärts
- Karneval, ballet-ouverture
- Mister Petz, voor fagot solo en harmonieorkest
- Mit vereinter Kraft, mars
- Oberst Markovinovic-Marsch
- Pandur
- Pro Patria-Marsch
- Puszta Visionen Vorspiel, ouverture
- Rákóczi-Marsch
- Salus Hungaria
- Tempo! Tempo!
- Unbekannte Helden, mars
- Ungarische Perlen, selectie
- Unter der Siegesflagge, mars
- Viktoria Marsch
- Wachablösungs-Marsch (valselijk als Die Garde kommt aangeduid)

## Publicaties
- Dörmögő Dömötör Istók gazda udvarán, fagott-zongora Editio Genius 1997 (a „Magyar Fagottos” mellékleteként)